# Oberschneppen
Oberschneppen ist eine Ortschaft in der Gemeinde Wipperfürth im Oberbergischen Kreis im Regierungsbezirk Köln in Nordrhein-Westfalen (Deutschland).

## Lage und Beschreibung
Der Ort liegt im Südwesten der Stadt Wipperfürth nahe der Bundesstraße 506, die im Mittelalter ein bedeutender Heerweg zwischen Köln und Soest war. Der Ort liegt an der Wasserscheide zwischen der Großen Dhünn und der Kürtener Sülz. Nördlich der Ortschaft fließt der in die Große Dhünn mündende Mausbach vorbei. Nachbarorte sind Mittelschneppen, Erlen, Fahlenbock und Untermausbach.
Der Ort gehört zum Gemeindewahlbezirk 160 und damit zum Wahlbezirk Wipperfeld.

## Geschichte
1548 wird der Ort erstmals unter der Bezeichnung „Sneppe“ in den Listen der bergischen Spann- und Schüppendienste genannt. Die Karte Topographia Ducatus Montani aus dem Jahre 1715 zeigt die Ortschaften Ober- und Mittelschneppen unter der gemeinsamen Ortsbezeichnung „Schnep“ mit jeweils drei Höfen. Aus der Charte des Herzogthums Berg von Carl Friedrich von Wiebeking von 1789 geht hervor, dass Schneppen Titularort der Honschaft Schneppen im Kirchspiel Wipperfeld war. Die Topographische Aufnahme der Rheinlande von 1824 zeigt auf umgrenztem Hofraum unter dem Namen „Ob. Schneppe“ drei getrennt voneinander liegende Grundrisse. Ab der Preußischen Uraufnahme von 1844 wird die Ortsbezeichnung Oberschneppen verwendet.
Aus dem Jahre 2004 stammt ein im Ortsbereich stehendes Wegekreuz aus poliertem Granit.

## Busverbindungen
Über die im Nachbarort gelegene Haltestelle Fahlenbock der Linie 427 (VRS/OVAG) ist Oberschneppen an den öffentlichen Personennahverkehr angebunden.

## Wanderwege
Der vom SGV ausgeschilderte Ortsrundwanderweg A4 führt am Ort vorbei.